# Liste der Monuments historiques in Bailleval
Die Liste der Monuments historiques in Bailleval führt die Monuments historiques in der französischen Gemeinde Bailleval auf.

## Liste der Objekte
| Bezeichnung               | Beschreibung                | Standort                       | Kennzeichnung | Schutzstatus | Datum | Bild |
| ------------------------- | --------------------------- | ------------------------------ | ------------- | ------------ | ----- | ---- |
| Glocke                    | Bronze, 1731 gegossen       | in der Kirche St-Martin (Lage) | PM60000068    | Classé       | 1912  |      |
| Skulptur Madonna mit Kind | Eichenholz, bemalt, um 1500 | in der Kirche St-Martin (Lage) | PM60004613    | Inscrit      | 2002  |      |